# Ottinge
Ottinge est un hameau située de Folkestone dans le Kent. Il se trouve à moins d'un mile (1 km) du village de Lyminge et de Elham.